# USS Cowell (DD-167)
USS Cowell (DD-167) (в составе КВМС Великобритании — HMS Brighton (I08), в составе Северного флота ВМС СССР — «Жаркий») — американский эскадренный миноносец типа «Викс», состоявший на вооружении в годы Второй мировой войны. Назван в честь американского морского офицера Джона Коуэлла, участника англо-американской войны 1812 года.

## История
Заложен 15 июля 1918 в Квинси (Массачусетс) на стапелях компании «Fore River». Спущен на воду 23 ноября 1918, крещён Э.П.Гарни, 17 марта 1919 введён в состав ВМС под командованием лейтенанта-командира К.Э. Ван Хука.
«Коуэлл» покинул Бостон 3 мая 1919 и направился на остановку в заливе Трепэсси близ Ньюфаундленда для того, чтобы принять экипаж морского бомбардировщика, намеревавшегося совершить трансатлантический перелёт. После патрулирования станции корабль вернулся 22 мая в Бостон для подготовки к путешествию в Европу. 30 июня отплыл из Нью-Йорка, позднее присоединился к группе кораблей в Адриатике. Сделал остановку в Югославии, посетил порты Риека, Сплит и Трогир, а 23 октября отправился домой.
С 1 декабря 1919 «Коуэлл» находился в резерве, патрулируя Бостон и Чарльстоун, а также проходил учения близ Ньюпорта (Род-Айлэнд) с апреля по октябрь 1921 года. 27 июня 1922 «Коуэлл» был законсервирован и встал на консервацию в доках Филадельфии, вернувшись в строй только 17 июня 1940 для патрулирования в Атлантике. 18 сентября 1940, прибыв в Галифакс (Нова-Скотия), корабль спустя пять дней был передан силам КВМС Великобритании в рамках специальной программы и получил имя «Брайтон».
«Брайтон» нёс службу около датского побережья совместно с тральщиками и базировался на Фарерских островах. 27 февраля 1941 на его борт были приняты 19 моряков с затонувшего корабля «Балтисан». «Брайтон» был специально отремонтирован для сопровождения эскортов: были убраны три орудия и одна тройная торпедная установка для облегчения массы и установки противолодочного оружия. После ремонта корабль нёс службу с 1943 по 1944 годы как корабль-мишень для подготовки авиации ВВС Великобритании в Росайте.
16 июля 1944 корабль в знак репараций с Италии был передан ВМФ СССР, заступив за службу в Северный флот под именем «Жаркий». 28 февраля 1949 он вернулся в состав КВМС Великобритании в Росайт, 5 апреля был продан и пущен на слом.